# Operation Lipstick

Operation Lipstick est un film hongkongais réalisé par Umetsugu Inoue, sorti en 1967 au cinéma.
Considéré comme un classique du cinéma pop, il a été projeté à ce titre au cours du 27ème festival international du film de Singapour mais ne semble pas avoir fait l'objet d'édition légale en dvd.
Comme dans son film précédent Hong Kong Nocturne (sorti en février) lui aussi réalisé par Inoue, Cheng incarne l'un des membres d'un trio d'artistes de cabaret et interprète à cette occasion plusieurs numéros de danse.

## Synopsis
Une jeune et séduisante artiste de cabaret, appartenant à une organisation familiale de voleurs à la tire reconvertis dans l'escroquerie d'art, est mêlée par hasard à une affaire d'espionnage mettant en jeu l'équilibre de l'ordre mondial centrée sur un microfilm convoité par divers individus et organisations, dont le gang du "Dragon-de-perle" dirigé par le mystérieux Hung Yin.

## Fiche technique
- Titre : Operation Lipstick
- Réalisation et scénario : Umetsugu Inoue
- Photographie : Ho Lan-shan (Tadashi Nishimoto)
- Société de production : Shaw Brothers
- Pays d'origine : Hong Kong
- Format : Couleurs - 2,35:1 - Mono - 35 mm
- Genre : comédie, espionnage
- Durée : 94 min[1]
- Date de sortie : 27 avril 1967

## Distribution
- Cheng Pei-pei : mademoiselle Li Ping, une voleuse à la tire reconvertie dans le spectacle de cabaret
- Paul Chang Chung : un professionnel du renseignement
- Pang Pang : monsieur Li, père de la précédente, chef d'une organisation familiale de voleurs à la tire reconvertis dans l'escroquerie,
- Tina Chin Fei : Li Chuan-chuan
- Liu Liang-hua : Yu Mei-die
- Huang Chung-hsin : le barman du Silver Dice Club
- Yang Chih-ching : chef du service de contre-espionnage
- Ku Feng : inspecteur Ma
- Tien Feng : M. Lei, manager du Silver Dice Club
- Fan Mei-sheng : membre du Dragon de perle
- Tsang Choh-lam : un membre du groupe de voleurs de la famille Li
- Wu Ma : un membre du groupe de voleurs de la famille Li, logiquement amoureux de mademoiselle Li
- Li Kun : un membre du groupe de voleurs de la famille Li
- Pan Yin-tze : une collègue de Li Ping
- Han Ying-chieh : membre du Dragon de perle
- Chiao Hsin-yen : une collègue de Li Ping